# NGC 6835
NGC 6835 este o galaxie situată în constelația Săgetătorul. A fost descoperită în 2 august 1881 de către Édouard Stephan⁠(d).